# ドイツ人の一覧
ドイツ人の一覧（ドイツじんのいちらん）とは、国家としてのドイツ出身の有名人に関する記事を一覧し、50音順に配列したものである。
ドイツ国家出身者という観点で一覧されるため、民族としてのドイツ人の一覧ではない。従ってドイツ語を公用語とする、オーストリア・スイス・リヒテンシュタイン・ルクセンブルク・ベルギーの一部およびフランス領アルザス＝ロレーヌ、チェコ領ズデーテン、バルト地方の出身者（バルト・ドイツ人）及び東方の植民者は含まれない。
ただし、歴史上にドイツ帝国の領土の一部であったプロイセン、ポンメルンなどの出身者は含まれている。ドイツ人を祖先に持つ在外者も含まれている。

## あ行
あ
- ハンナ・アーレント - 政治哲学者
- クルト・アイスナー - 政治家
- ハンス・アイスラー - 作曲家。ユダヤ系
- アルベルト・アインシュタイン - 理論物理学者ユダヤ系
- アルフレート・アインシュタイン - 音楽学者。ユダヤ系
- エルンスト・アッベ - 天文学者
- コンラート・アデナウアー - 政治家
- テオドール・アドルノ - 哲学者。ユダヤ系
- ウーズラ・アーノルト - 写真家
- カール・アブラハム - 心理学者。ユダヤ系
- ヘルマン・アーベントロート - 指揮者。ヨーロッパ各国での活躍が知られている
- ヨハン・アルガイエル - チェスプレーヤー
- ハンス・アルトゥング（ハルトゥング、アンス） - 画家
- エルンスト・アルント - 作家、詩人
- オットマール・アンシュッツ - 写真家
- アドルフ・アンデルセン - チェスプレーヤー

い
- ルドルフ・フォン・イェーリング - 法学者

う
- ヘレーネ・ヴァイゲル - 女優（ドイツ出身、ユダヤ系）
- ペーター・ヴァイス(ペーター・ワイス) - 作家。ユダヤ系
- アウグスト・ヴァイスマン - 生物学者。ワイスマン説提唱
- リヒャルト・フォン・ヴァイツゼッカー - 政治家
- フォルカー・ヴァイドラー - レーシングドライバー
- ヴィルヘルム・ヴァイトリング - 社会主義者。ドイツ共産主義の父
- クルト・ヴァイル - 作曲家。ユダヤ系
- ヘルマン・ヴァイル（ワイル、ハーマン） - 数学者
- ヴァルデック家 - 貴族家
- ヴァールブルク家
- ギュンター・ヴァント - 指揮者
- アンドリアス・ウイスニウスキー - 俳優
- グスタフ・ヴィーデマン - 物理学者
- ヴィート家
- ハインリッヒ・ウィプキング - 造園家、教育者
- ブルース・ウィリス - 俳優
- アルフレート・ヴェーゲナー - 気象学者
- アルトゥール・ヴェーネルト - 物理学者
- カール・マリア・フォン・ウェーバー - 作曲家、指揮者、ピアニスト
- マックス・ヴェーバー - 社会学者
- アルフレッド・ヴェーバー - 社会学者・経済学者
- ゲーオルク・ヴェルトハイム - 貿易商
- ララ・ウェンデル - 女優
- クリスタ・ヴォルフ - 作家
- フリードリヒ・アウグスト・ヴォルフ - 批評家
- ヴォルフ・ヴォンドラチェク - 作家、ロック詩人
- サミュエル・ウルマン - 詩人、ユダヤ系
- ウルリッヒ・ヴュスト - 写真家
- ヴィルヘルム・ヴント - 生理学者、心理学者

え
- ルートヴィヒ・エアハルト - 政治家
- ローランド・エメリッヒ - 映画監督
- フリードリヒ・エンゲルス - ジャーナリスト
- ハンス・マグヌス・エンツェンスベルガー - 作家
- マティアス・エルツベルガー - 政治家
- エドガー・エンデ - 児童文学作家
  - ミヒャエル・エンデ - 児童文学作家

お
- ゲッツ・オットー - 俳優
- スベン・オットケ - 元プロボクサー。元世界チャンピオン。
- マックス・フォン・オッペンハイム - 考古学者

## か行
か
- オリバー・カーン - サッカー選手
- カール・フリードリヒ・ガウス - 数学者
- ハンス・ゲオルク・ガダマー - 哲学者
- カール・カルステンス - 政治家
- ゾフィア・ガルデン - 漫画家
- ルドルフ・カルナップ - 哲学者
- イマヌエル・カント - 哲学者

き
- ウド・キア - 俳優
- クルト・ゲオルク・キージンガー - 政治家
- マイケル・キスク - ミュージシャン
- ヘンリー・キッシンジャー - アメリカの政治家。ユダヤ系
- フリードリヒ・キットラー - 評論家
- ノーマン・キャンドラー - 作曲家
- ナスターシャ・キンスキー - 女優。クラウス・キンスキーの娘

く
- ヨハネス・グーテンベルク - 活版印刷技術の発明者
- ハンス・クナッパーツブッシュ - 指揮者
- エーリヒ・クライバー - 指揮者
- カルロス・クライバー - 指揮者
- ルーカス・クラーナハ - 画家
- ギュンター・グラス - 作家
- シュテフィ・グラフ - テニス選手
- デトマール・クラマー - サッカー指導者
- グリム兄弟
  - ヴィルヘルム・グリム - 言語学者
  - ヤーコプ・グリム - 文学者
- エルンスト・グレフェンベルグ（グレーフェンベルク） - 医学者。性科学者
- ハンス・クレブス(クレーブス) - 化学者・医師。ユダヤ系
- ヴォルフガング・クレメント - 政治家
- オットー・クレンペラー - 指揮者。ユダヤ系
- ジョージ・グロス - 画家
- アレクサンドル・グロタンディーク - 数学者
- ティモ・グロック - レーサー

け
- ヨハン・ヴォルフガング・フォン・ゲーテ - 詩人
- ヘルマン・ゲーリング - 政治家、軍人。ナチスドイツにおいてナンバー2だった人物。
- マルリース・ゲール - 陸上選手
- フリードリヒ・ケクレ - 化学者
- エーリッヒ・ケストナー - 作家
- ヨハネス・ケプラー - 数学者
- ミヒャエル・ゲルデス（英語版） - 政治家
- ヴィルヘルム・ケンプ - ピアニスト
- ルドルフ・ケンペ - 指揮者
- エンゲルベルト・ケンペル - 医師

こ
- エトムント・コーネン - サッカー選手
- ヘルムート・コール - 政治家
- ケーテ・コルヴィッツ - 彫刻家

## さ行
さ
- ゲルト・ザイフェルト - ホルン奏者
- ヴォルフガング・サヴァリッシュ - 指揮者・ピアニスト
- ハンス・ザックス - 劇作家・歌人
- エドワード・サピア - 言語学者・文化人類学者。ユダヤ系
- エルンスト・フォン・ザロモン - 作家

し
- アウグスト・ジーフェルス - 言語学者
- フィリップ・フランツ・フォン・シーボルト - 医師・博物学
- ハンス・ヨアヒム・シェートリヒ - 作家、言語学者、翻訳家
- マックス・シェーラー - 哲学者。ユダヤ系
- フリードリヒ・シェリング - 哲学者
- ヴァルター・シェール - 政治家
- マイケル・シェンカー - ミュージシャン
- ルドルフ・シェンカー - ミュージシャン
- ホルガー・シューカイ - ミュージシャン
- ミハエル・シューマッハ - カーレーサー
- ラルフ・シューマッハ - カーレーサー
- ミック・シューマッハ - カーレーサー
- ロベルト・シューマン - 作曲家
- カール・シューリヒト - 指揮者
- ティル・シュヴァイガー - 俳優
- アーミン・シュバルツ - ラリードライバー
- エリーザベト・シュヴァルツコップ - ソプラノ歌手。ヤロチン出身
- ハイマン・シュタインタール - 言語学者。ユダヤ系
- ペール・シュタインブリュック - 政治家
- マックス・シュティルナー - 哲学者。青年ヘーゲル派の一人
- フェリックス・シュトルム - プロボクサー。元世界チャンピオン。
- ホルスト・ルートヴィヒ・シュテルマー
- カール・シュテルンハイム - 作家
- フランツ・フォン・シュトゥック - 画家・版画家・彫刻家・建築家
- ハインツ・シュトゥッケ - 「史上最長距離自転車旅行者」としてギネスブックに記録された人物
- ロルフ・シュトメレン - レーシングドライバー
- リヒャルト・シュトラウス - 作曲家
- フローリアン・シュナイダー - ミュージシャン
- ベルント・シュナイダー - レーシングドライバー
- アリカ・シュミット - 陸上選手
- カール・シュミット - 法学者
- ヘルムート・シュミット - 政治家
- ローター・シュミット - チェスプレーヤー
- アウグスト・シュライヒャー - 言語学者
- ハインリヒ・シュリーマン - 考古学者
- アウグスト・ヴィルヘルム・シュレーゲル - 言語学者
- フリードリヒ・シュレーゲル - 批評家
- ゲアハルト・シュレーダー - 政治家
- デトレフ・シュレンプ - バスケットボール選手
- アントン・シュワルツコフ - コースター設計者
- ヴォルフガング・ショイブレ - 政治家
- アルトゥル・ショーペンハウアー - 哲学者
- カール・シラー（ドイツ語版） - 歴史家・美術史家。私学者として活動していた
- フリードリヒ・フォン・シラー - 詩人
- ゲオルク・ジンメル - 社会学・哲学者。ユダヤ系（キリスト教徒）

す
- ムハンマド・スイスメズ - ヘヴィメタル・ミュージシャン。トルコ系
- エイドリアン・スーティル　-　レーシングドライバー
- ハンス＝ヨアヒム・スタック - レーシングドライバー
- リーバイ・ストラウス（レーヴィ・シュトラウス、リーヴァイ） - ジーンズ発明者。ユダヤ系
- カート・ストレンペル（ドイツ語版） - 軍人・研究者。ドイツ植民地帝国の将校であった

せ
- ティノ・セーガル - 芸術家。ベルリン在住だが生まれはイギリス
- ヴィリー・ゼンメルロッゲ - 俳優
  - マルティン・ゼンメルロッゲ - 俳優。「シンドラーのリスト」などに出演
- リヒャルト・ゾルゲ - 共産主義者。スパイ。ソ連邦英雄（バクーの出身）

そ

## た行
た
- ブルーノ・タウト - 建築家、都市計画家
- ジーモン・ダッハ - 東プロイセンの詩人
- ペーター・ダム - ホルン奏者
- ジークベルト・タラッシュ - チェスプレーヤー
- ロルフ・ダンネベルク - 陸上競技選手

ち
つ
- カール・ツァイス - エンジニア、カール・ツァイス社の創立者
- ヘルマン・ツァップ - 書体デザイナー
- アルノルト・ツヴァイク - 作家。ユダヤ系
- カール・フリードリッヒ・ツェルナー - 物理学者、天文学者
- ハンス・ツェンダー - 指揮者、作曲家

て
- ルートヴィヒ・ティーク - ロマン主義を代表する作家・詩人・編集者
- フェリックス・ティコティン - ドイツとオランダの建築家。ハイファ・ティコティン日本美術館の設立者の一人。
- マレーネ・ディートリヒ - 女優・歌手
- パウル・ティリッヒ - 神学者
- クリスティアン・ティーレマン - 指揮者
- アルブレヒト・デューラー - 画家
- クラウス・テンシュテット - 指揮者

と
- シュテファン・ドール - ホルン奏者
- アルフレッド・トプファー（ドイツ語版、英語版） - 起業家。トプファー・インターナショナル（ドイツ語版）社の創立者。また、アルフレッド・トプファー財団F.V.S.（ドイツ語版、英語版）の創設者である。一般的な呼び名はアルフレッド・テプファー
- カール・フォン・ドライス - 発明家。自転車の原型となった「ドライジーネ（ランニング・マシーン）」を発明
- ワルター・トランプラー - ヴィオラ奏者
- カール・ドルノ - 科学者
- フェリクス・ドレーゼケ - 新ドイツ楽派の作曲家
- ロタール・フォン・トロータ - 軍人。義和団の乱で活躍したことを始め、ヘレロ族の虐殺（ヘレロ・ナマクア虐殺）を指揮していたことで知られている

## な行
な
- ナッサウ家 - 貴族家

に
- フリードリヒ・ニーチェ - 哲学者
- マイク・ニコルズ - 映画監督

ぬ
ね
- ネーナ - 歌手

の
- ノヴァーリス - 作家
- ダーク・ノヴィツキー - バスケットボール選手
- マヌエル・ノイアー - サッカー選手

## は行

### は
- ウィリアム・ハーシェル - 天文学者
- トミー・ハート - ミュージシャン
- ユルゲン・ハーバーマス - 哲学者
- フランツ・フォン・パーペン - 政治家
- オットー・ハーン - 化学者・物理学者
- マルクス・バイエル - プロボクサー。元世界チャンピオン。
- エドゥアルト・ハイス - 天文学者・数学者
- パウル・フォン・ハイゼ - 作家。ノーベル文学賞（ドイツ初）。ユダヤ系
- ヴェルナー・ハイゼンベルク - 理論物理学者
- マルティン・ハイデッガー - 哲学者
- アルフレート・バイト - 慈善家
- ハインリヒ・ハイネ - 作家。ユダヤ系
- グスタフ・ハイネマン - 政治家
- ニック・ハイドフェルド - レーサー
- ハイルマン一家
ヤーコプ・ハイルマン - 建設業者
オットー・ハイルマン - 建築家・建設業者
アルベルト・ハイルマン - 建設・開発業者
- ブルーノ・バウアー - 哲学者
- アルフレッド・ハウゼ - ヨーロッパタンゴ演奏家
- モーリッツ・ハウプトマン（モーリツ）
- ディーター・バウマン - 陸上選手
- パトリック・バウム - 卓球選手
- ヘルマン・パウル - 言語学者
- ヴィルヘルム・バックハウス - ピアニスト
- バッハ家（すべて作曲家）
  - ヨハン・ゼバスティアン・バッハ
  - カール・フィリップ・エマヌエル・バッハ
  - ヴィルヘルム・フリーデマン・バッハ
  - ヨハン・クリスティアン・バッハ
  - ヨハン・クリストフ・フリードリヒ・バッハ
- ヨハン・パッヘルベル - 作曲家
- チャールズ・ハレ - ピアニスト
- ライナー・バルツェル - 政治家
- クリストフ・ハルティング - 陸上競技選手
- ロバート・ハルティング - 陸上競技選手
- ブリアナ・バンクス - ポルノ女優
- カイ・ハンセン - ミュージシャン

### ひ
- アルバート・ビアスタット（ビーアスタット） - 画家
- ヴォルフ・ビーアマン - 詩人、ユダヤ系
- ラルフ・ヒュッター - ミュージシャン
- ニコ・ヒュルケンベルグ - レーサー
- オリヴァー・ヒルシュビーゲル - ハンブルク出身の映画監督
- ユルゲン・ヒングゼン - 陸上選手
- パウル・ヒンデミット - 作曲家
- パウル・フォン・ヒンデンブルク - 軍人。政治家

### ふ
- ミース・ファン・デル・ローエ - 建築家
- ディートリヒ・フィッシャー＝ディースカウ
- ソルタン・フェイヤー＝コーナート - 卓球選手。生まれはルーマニア
- ヨハン・ゴットリープ・フィヒテ - 哲学者
- ヨーゼフ・ブーデンツ（ブデンツ・ヨージェフ） - 言語学者
- ギード・ブーフヴァルト - サッカー選手。Jリーグ・浦和レッズ監督
- フランコ・フォーダ - 元サッカー選手。マインツ出身
- クラウス・フォアマン - ミュージシャン（ベーシスト）、画家
- テオドール・フォンターネ - 作家。フランスのユグノーの家系
- フッガー家
- ルート・フックス - 陸上競技選手
- ザビーネ・ブッシュ - 陸上競技選手
- ヨハネス・ブラームス - 作曲家
- ヴォルフガング・プライス - 俳優
- モーリッツ・ブライプトロイ - 俳優
- ヴェルナー・フォン・ブラウン - ロケット技術者
- エヴァ・ブラウン - ヒトラーの愛人
- オットー・ブラウン - 政治家
- フェルディナント・ブラウン - 物理学者
- マイク・ブラツケ - 建築家・作家
- ショーン・ブラッドリー - バスケットボール選手
- アンネ・フランク
- オットー・フランク
- ブルーノ・フランク - 作家（散文、詩人、戯曲、ヒューマニスト）、ユダヤ系
- ヴィリー・ブラント - 政治家・元西ドイツ首相
- カール・ブルークマン
- ノルベルト・ブルグミュラー - 作曲家
- トーマス・ブルスィヒ - 作家
- ヴィルヘルム・フルトヴェングラー - 作曲家、指揮者
- ウィリー・ブルメスター
- ゴットローブ・フレーゲ - 哲学者
- ゲルト・フレーベ - 俳優
- フリードリヒ・フレーベル - 教育者
- ベルトルト・ブレヒト - 劇作家
- ハインツ＝ハラルド・フレンツェン 元レーサー
- フーゴー・プロイス - 公法学者
- マイケル・ブロワーズ-野球選手
- ヘルマン・フローン - 地理学者・気候学者
- フンボルト兄弟
  - ヴィルヘルム・フォン・フンボルト - 言語学者
  - アレクサンダー・フォン・フンボルト

### へ
- ゲオルク・ヴィルヘルム・フリードリヒ・ヘーゲル - 哲学者
- ルートヴィヒ・ヴァン・ベートーヴェン - 作曲家
- アウグスト・ベーベル
- エミール・アドルフ・フォン・ベーリング（エーミール）
- ペーター・ベーレンス - 建築家・工芸家、画家
- ボリス・ベッカー - テニス選手
- フランツ・ベッケンバウアー - サッカー選手
- ヘルマン・ヘッセ - 作家。
- セバスチャン・ベッテル - レーサー
- ベネディクト16世（ヨーゼフ・ラッツィンガー） - ローマ教皇
- オイゲン・ヘリゲル
- ヨハン・ゴットフリート・ヘルダー - 哲学者・文学者、詩人。神学者でもあった
- フリードリヒ・ヘルダーリン - 詩人
- ローマン・ヘルツォーク - 政治家
- ルートヴィヒ・ベルネ - 作家。ユダヤ系
- ヘルマン・フォン・ヘルムホルツ - 物理学者
- シュテファン・ベロフ - レーシングドライバー
- ゲオルク・フリードリヒ・ヘンデル- 作曲家
- ヴァルター・ベンヤミン - 哲学者。ユダヤ系

### ほ
- フランツ・ボアズ（ボアス） - 言語学者・文化人類学者。ユダヤ系
- テオドール・ホイス - 政治家
- ホーエンツォレルン家 - 貴族家・王家
- ニールス・ホーゲル - シリアルキラー。元は看護師であった
- マックス・ボーデンハイマー - シオニズム思想家
- エーリッヒ・ホーネッカー - 政治家。元東ドイツ国家評議会議長（最高指導者）
- ヴァルター・ホーマン - ホーマン軌道で知られる宇宙工学者
- カール・ハインツ・ボーラー - 文学者
- ウベ・ホーン - 陸上選手
- ローラン・ボック
- ハンス・ホッター - 歌手
- フランツ・ボップ - 言語学者
- フランカ・ポテンテ - 女優
- テオドール・ホフマン
- ハンス・ホフマン - 画家
- エリッヒ・ポマー（エーリヒ・ポンマー） - 映画プロデューサー。ユダヤ系
- マックス・ホルクハイマー - 哲学者、社会学者。ユダヤ系
- ヴィクトル・ホルツ
- クリスティアン・ボルヒェルト - 写真家
- アンナ・ホルマン - 漫画家
- キルステン・ボルム - 陸上競技選手
- ディートリヒ・ボンヘッファー - 牧師。神学者。

## ま行
ま
- ザビーネ・マイヤー - クラリネット奏者
- トビアス・マイヤー - 18世紀の地図学者、天文学者
- ユリウス・ロベルト・フォン・マイヤー - 物理学者
- ロータル・マイヤー - 化学者
- レナ・マイヤー＝ラントルート - 女優、歌手
- ハイケ・マカッチ
- ハインリヒ・グスタフ・マグヌス
- ヨッヘン・マス - レーシングドライバー
- カスパル・マーゼ - 民俗学者
- ローター・マテウス - サッカー選手
- カール・マルクス - ユダヤ系（キリスト教徒）
- トーマス・マン - 作家

み
- ニーナ・ミッテルハム - 卓球選手
- ヴォルフガング・ミヒェル - 文化史研究者
- ゲルト・ミュラー - サッカー選手
- ガブリエレ・ミュンター - ベルリン出身の女流芸術家
- カール・ミュンヒンガー - 指揮者。シュトゥットガルト室内管弦楽団の主宰者であった

む
め
- アンゲラ・メルケル - 政治家
- メンデルスゾーン家 - ユダヤ系（後キリスト教に改宗）
  - モーゼス・メンデルスゾーン
  - フェリックス・メンデルスゾーン - 作曲家
- エーリヒ・メンデルゾーン - 建築家。ユダヤ系

も
- ドミニク・モナハン - 俳優

## や行
や
- アルフォンス・マリーア・ヤーコプ - 医学者
- カール・ヤスパース - 哲学者

ゆ
- クルト・ユルゲンス - 俳優
- エルンスト・ユンガー - 作家
- フリードリヒ・ゲオルク・ユンガー - 詩人。エルンスト・ユンガーの弟
- フーゴー・ユンカース - 航空機技術者

よ
- オイゲン・ヨッフム - 指揮者
- ウーヴェ・ヨーンゾン

## ら行
ら
- カール・ラーレンツ - 法哲学者
- カール・エミッヒ・ツー・ライニンゲン - ロシア帝位請求者。
- ゴットフリート・ライプニッツ - 哲学者
- ハンナ・ライチュ - 女性パイロット
- ヨハネス・ラウ - 政治家
- エマーヌエール・ラスカー - チェスプレーヤー
- フェルディナント・ラッサール - プロイセンの政治学者・哲学者・法学者。社会主義者で労働運動指導者でもあった。
- ヘルムート・ラッヘンマン - 作曲家
- パウル・オットー・ラドムスキー - 強制収容所所長
- レオポルト・フォン・ランケ - 歴史家

り
- レニ・リーフェンシュタール - 舞踏家
- ベルンハルト・リーマン - 数学者
- ウィルヘルム・ハインリヒ・リール - 歴史家・民俗学者
- マックス・リットマン - 建築家
- ピエール・リトバルスキー - サッカー選手
- カール・リヒター - 指揮者
- ダニエル・リヒター - 画家
- マンフレート・フォン・リヒトホーフェン - 軍人男爵レッドバロン
- ハインリヒ・リュッケルト
- ハインリヒ・リュプケ - 政治家

る
- トーマス・ルックマン - 社会学者
- ハンス・ウルリッヒ・ルーデル - ドイツ空軍のパイロット
- マルティン・ルター - 宗教家
- フィリップ・オットー・ルンゲ - 画家

れ
- オットー・レーヴィ - 物理学者。ユダヤ系
- イェンス・レーマン - サッカー選手
- クサヴェラ・レーメ - 修道女・教育者。日本の女子教育に尽力した人物の一人として知られている
- アウグスト・レスキーン - 言語学者
- イェンス・レッチュ - 写真家
- フリードリッヒ・レフラー（フリードリヒ・レフラー）
- カール・レムリ - 映画製作者
- ヴィルヘルム・レントゲン - 物理学者

ろ
- パウル・ロイター - ロイター創設者。ユダヤ系（キリスト教に改宗）
- カール・ローゼンクランツ - 哲学者
- ウリ・ジョン・ロート - ミュージシャン
- ジーノ・ロート - ミュージシャン
- ルドルフ・ロッカー - 作家
- ニコ・ロズベルグ - レーサー
- クラウディア・ロッシュ - 陸上競技選手

## わ行
わ
- リヒャルト・ワーグナー - 作曲家。
- カール・ワイエルシュトラス - 数学者
- ブルーノ・ワルター - 指揮者。ユダヤ系（キリスト教徒）

## 在外、ドイツ系移民

### イギリス
- ジョージ・スタインウェー
- フレデリック・ディーリアス
- ロビンソン・クルーソー

### アメリカ合衆国
- ドワイト・アイゼンハワー - アメリカ合衆国大統領
- ドナルド・トランプ - アメリカ合衆国大統領
- ルイス・アンターマイアー - 詩人
- アドルファス・ブッシュ - アンハイザー・ブッシュ（バドワイザー・ビールのメーカー）の創業者
- アーネスティン・ウィーデンバック
- ブルース・ウィリス - 俳優
- カート・ヴォネガット - 小説家
- ロバート・オッペンハイマー
- ダニエル・カール
- トーマス・サミュエル・クーン - 科学史家
- ジョーゼフ・ケッセルリング - 劇作家
- ジョン・スタインベック - 小説家
- セオドア・ドライサー - 小説家
- ジョン・バース - 小説家
- ヘンリー・ミラー - 小説家
- ウィリアム・バーンバック - 広告代理店社主、コピーライター
- ロバート・ラウシェンバーグ
- ドナルド・ラムズフェルド
- ロックフェラー家
- ラインホルド・ニーバー

### スペイン語圏
- シルビオ・ゲゼル - アルゼンチンに移住した経済学者。
- パウル・シェーファー - チリにドイツ人のコロニーを築いた国際的犯罪者。
- ロベルト・ジェラール - スペインのクラシック作曲家。
- アルフレド・ストロエスネル - 元パラグアイ大統領（1954-1989）。独裁者。
- ウーゴ・バンセル - 元ボリビア大統領（1971-1982）。独裁者。
- ヘルマン・ブッシュ - 元ボリビア大統領（1937-1939）。
- ラファエル・フリューベック・デ・ブルゴス - スペインのクラシック指揮者。
- エンリケ・ボラーニョス - 元ニカラグア大統領（2002-2007）。
- ホアン・リンス
- ハインリヒ・ロスマン＝レーヴェ - ロエベ創業者

### ポルトガル語圏
- エルネスト・ガイゼル - 元ブラジル大統領（1974-1979）。
- ラケル・ジマーマン - モデル。
- オスカー・シュミット - バスケットボール選手。
- ルイス・エドゥアルド・シュミット - サッカー選手。
- アストラッド・ジルベルト - ボサノヴァ歌手。
- オスカー・ニーマイヤー - 建築家。ブラジリアの建設に携わった。
- アルツール・フリーデンライヒ - サッカー選手。半分アフリカ系のムラートである。
- ロベルト・ブール・マルクス - 造園家。
- ジゼル・ブンチェン - モデル。
- フリッツ・ミューラー - 博物学者。

### ロシア
- アレクシイ2世 - 第15代モスクワ総主教。
- ピョートル・ヴラーンゲリ - 白衛軍司令官。
- エカチェリーナ2世 - ロシア帝国女帝。
- フェルディナント・フォン・ウランゲル - ロシア帝国海軍軍人。探検家。
- アレクセイ・ゴルデーエフ - ロシアの政治家。出身は東ドイツ時代のフランクフルト・アン・デア・オーデル。
- ロマン・ローゼン - 外交官。

### アフリカ
- ポール・クリューガー - 政治家。トランスファール共和国の初代大統領。
- シャーリーズ・セロン - 女優。
- ヘレン・ツィレ - 政治家。ユダヤ系。

### 日本
- カール・ユーハイム - 実業家。
- 高村ルナ - 歌手。
- アウグスト・ローマイヤー - 実業家。ロースハムの創始者。